# Cardias
El cardias es el término anatómico para la parte del estómago que continúa al esófago.

## Anatomía
El cardias se inicia inmediatamente distal a la línea Z de la unión gastroesofágica, en donde el epitelio escamoso del esófago da paso al epitelio cilíndrico del tracto gastrointestinal.
Por encima (proximal) al cardias en la Unión Gastroesofágica (UGE) se encuentra el esfínter esofágico inferior, anatómicamente igual pero fisiológicamente demostrable. El área denominada Cardias se solapa con el esfínter esofágico inferior; por definición, el cardias no contiene el esfínter esofágico inferior. Aunque el tema fue polémico en el pasado, el consenso actual, afirma el cardias es de hecho una parte del estómago.
El cardias se superpone con, pero no contiene específicamente, el esfínter esofágico inferior (abreviadamente EEI o LES en inglés, también conocido como esfínter cardiaco, esfínter gastroesofágico y esfínter esofágico). Esto contrasta con el "esfínter esofágico superior" contenido en la hipofaringe (área que se extiende desde la base de la lengua en el cartílago cricoides) y que se compone de músculo estriado controlado por inervación somática.

## Etimología
La palabra proviene del griego kardía que significa corazón, el orificio cardiaco del estómago.

## Patologías
Las deficiencias en la fuerza o la eficiencia del esfínter esofágico inferior conduce a diversos problemas médicos que implican daño por ácido en el esófago.
En la acalasia, uno de los defectos que conlleva es el fracaso del EEI para relajarse adecuadamente.

## Eliminación
La extirpación quirúrgica de la zona se llama un "cardiactomía". "Cardiectomía" es un término que se utiliza para describir la eliminación del corazón.

## Órgano artificial
El cardias artificial es un órgano artificial que puede ser utilizado para erradicar, entre otras enfermedades, contra el cáncer esofágico, la acalasia y la enfermedad del reflujo gastroesofágico.

## Imágenes adicionales

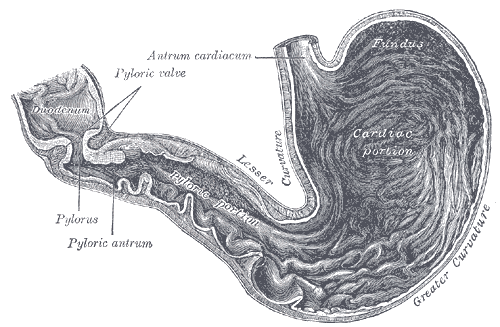
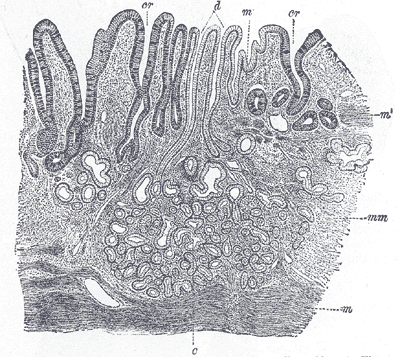
Sección de la membrana mucosa del estómago humano, próxima al orificio del Cardias. X 45 (ampliado 45 veces).

La función del cardias es la de comunicar el estómago con el esófago para darle paso al alimento.